# 李正河
李正河（韓語：이정하，1998年2月23日—），本名李觀民（韓語：이관민），韓國男演員。2023年主演《Moving》為了角色增胖30公斤，劇集大熱後也打開了知名度。

## 影視作品

### 劇集
| 年份 | 播出平台           | 劇名                                 | 角色   | 備註     |
| 2017 | dingo studio       | 《心動注意》                         |        | 網路劇   |
| 2018 | PLAYLIST Originals | 《不讓做就越想做19》                 | 馬泰希 | 網路劇   |
| 2019 | Univ Tomorrow      | 《旅行談：特別的社區》               | 朴俊烈 | [ 7 ]    |
| 2019 | KOK TV             | 《Freshman：邊緣人們的人氣王挑戰記》 | 車道振 | [ 8 ]    |
| 2019 | MBC                | 《新入史官丘海昤》                   | 金致國 | [ 9 ]    |
| 2020 | JTBC               | 《Run On》                           | 金禹植 | [ 10 ]   |
| 2021 | JTBC               | 《無法抗拒的他》                     | 金恩韓 | [ 11 ]   |
| 2023 | Disney+            | 《Moving》                           | 金奉皙 | 主演     |
| 2024 | tvN                | 《The Auditors監察》                 | 具韓秀 | 主演     |
| 2025 | WAVVE              | 《 ONE：高中英雄們》                 | 金義謙 | 主演     |
| 2025 | JTBC               | 《健將聯盟》                         | 李敬一 | 特別出演 |
| 2025 | ENA                | 《UDT：我們小區特工隊》              | 朴正焕 | 主演     |

### 電影
| 年份 | 片名                   | 角色   | 備註   |
| 2024 | 《Victory》            | 尹治炯 | [ 15 ] |
| 2025 | 《没事？没事，没事！》 | 道允   | [ 16 ] |

## 綜藝節目
| 播出日期                     | 電視台 | 節目名稱           | 集數   | 備註                     |
| 2017年10月28日—2018年2月3日  | KBS2   | 《The Unit》       | 1-13   | 最終排名19               |
| 2023年11月11日—2025年2月15日 | MBC    | 《Show! 音樂中心》 | 共58集 | 與Sullyoon、泳勳共同主持 |
| 2024年2月23日—2024年4月12日  | tvN    | 《公寓404》        | 8      | [ 20 ] [ 21 ]            |

## 提名及獲獎
| 年份 | 頒獎典禮                      | 獎項                    | 作品        | 結果 | 參     |
| 2023 | 第5届亞洲內容大獎&全球OTT大獎 | 最佳新人男演員獎 ‬       | 《Moving》  | 獲獎 | [ 22 ] |
| 2024 | 韓國品牌大賞                  | 新人男演員（OTT）部門   | 《Moving》  | 獲獎 | [ 23 ] |
| 2024 | 第60屆百想藝術大獎            | TV部門 男子新人演技賞   | 《Moving》  | 獲獎 | [ 24 ] |
| 2024 | 第3屆青龍系列大獎             | 電視劇部門 新人男演員賞 | 《Moving》  | 獲獎 | [ 25 ] |
| 2024 | 第45屆青龍電影獎              | 最佳新人男演員          | 《Victory》 | 提名 | [ 26 ] |

## 外部連結
- 李正河的Instagram帳戶
- 李正河在NAVER上的资料
- 李正河在Daum上的资料
- 李正河在互联网电影资料库（IMDb）上的資料（英文）
- 李正河在HanCinema的頁面（英文）（英文）